# 博格华纳
博格华纳公司（英語：BorgWarner Inc.）博格华纳公司是美国汽车零件供应商，总部位于密歇根州的奥本山。公司在全球24个国家的96个地点拥有生产基地及技术中心（截至2021年2月23日），员工总数约50000人。 博格华纳是全球最大汽车零件供应商之一，位列全球汽车行业供应商前25名。 Frédéric Lissalde自2018年8月1日起担任博格华纳公司首席执行官。

## 历史
1880 Morse Equalizing Spring Company 成立，是Morse Chain 的前身。1901 BorgWarner TorqTransfer Systems的前身Warner Gear 成立。1902 BorgWarner Emissions Systems前身Wahler成立。1904 Borg & Beck成立。 George 和 Earl Holley 开始生产化油器。1928 博格华纳公司（Borg-Warner Corporation）成立，创始公司包括Borg & Beck、Marvel-Schebler、Warner Gear和Mechanics Universal Joint。

### 公司收购
- 1929年，收购BorgWarner Morse TEC，是Morse Chain的前身。
- 1968年，BorgWarner 收购 Stieber Rollkupplung GmbH，后者是BorgWarner Transmission Systems前身之一。[9]
- 1998年，在收购 AG Kühnle Kopp & Kausch 的涡轮增压系统部门后，3K-Warner Turbosystems GmbH 作为博格华纳的子公司成立。
- 1999年，博格华纳收购 Eaton Fluid Power、Kysor 和 Schwitzer Cooling，组建BorgWarner Cooling Systems。
- 2006年，博格华纳从Eaton Corporation收购了欧洲变速器和发动机控制产品线。
- 2008年，博格华纳收购了 BERU AG 的剩余股份。 新业务被命名为 BorgWarner BERU Systems。
- 2009年，收购Etatech Inc.的advanced ignition technology (EcoFlash®)。
- 2010年，博格华纳收购 Dytech ENSA 以扩大其在废气再循环技术方面的产品组合。
- 2011年，博格华纳收购了 Haldex AB 位于瑞典的牵引系统部门，该部门制造创新的全轮驱动技术。
- 2014年，博格华纳收购了 Gustav Wahler GmbH & Co. KG，后者是一家生产废气再循环阀和管道以及用于公路和非公路应用的冷却剂控制阀的制造商。[9]
- 2015年，收购 Remy International, Inc. 后，博格华纳将其与 TorqTransfer Systems 合并，并将业务更名为 PowerDrive Systems。[9]
- 2017年，博格华纳收购了 Sevcon, Inc. 。
- 2020年10月2日，BorgWarner Inc.当天宣布已完成对德尔福科技的收购。[9]

### 公司业务及地点
1928 博格华纳公司成立，创始公司包括Borg & Beck、Marvel-Schebler、Warner Gear和Mechanics Universal Joint。 
1987 通过一系列复杂交易融资并购后，博格华纳不复存在。博格华纳汽车公司成为新博格华纳公司的子公司。 
1993 博格华纳汽车公司成为一家独立的公司。 
2002 公司组织划分为发动机事业部和传动系统事业部，以促进协同合作和业务发展。 
2004 博格华纳在韩国组建成立控股合资公司，即SeohanWarner涡轮增压系统有限公司。博格华纳摩斯技术公司在韩国新建工厂，并在日本投入第二家工厂，以满足市场对控制系统日益增长的需求。 
2005 博格华纳总部从芝加哥迁至大都市底特律，底特律是全球汽车行业的重要据点。博格华纳在上海设立办事处，并在中国宁波建成生产基地。博格华纳与曼海姆应用技术大学联手，新开设涡轮学院，对未来工程师进行涡轮增压器基础知识培训。 
2006 博格华纳在韩国、法国、德国和中国建成新工厂，扩大各业务经营范围。 
2007 欧洲动力传动系统能力中心在德国克茨希成立。博格华纳占多数股份的子公司SeohanWarner涡轮增压系统有限公司在韩国平泽建成新工厂。 
2008 博格华纳在德国阿恩施塔特建成第二家工厂，以满足市场对DualTronic®变速箱技术日益增长的需求。该工厂包含一个汽车实验室和一个试验场。博格华纳扩建匈牙利奥罗兹拉尼的涡轮增压器生产厂，位于中国宁波新工厂也已开始投入使用，用于生产博格华纳热力系统。 
2009 博格华纳位于波兰的全新涡轮增压器工厂获得首个能源与环境设计先锋认证（LEED），得到“绿色建筑”荣誉称号，在波兰热舒夫投入使用。博格华纳联合传动系统有限公司是博格华纳与中国12家汽车制造商共同成立的合资公司，旨在生产各种双离合变速器模块。变速器系统AutoForm有限公司是博格华纳控股合资企业，位于韩国Eumsung。 
2010 博格华纳技术中心在中国上海成立，同时在印度金奈建成新工厂，提供制造、销售和工程支持。 
2011 博格华纳中国宁波园区完成100万台涡轮增压器的生产制造。 
2012 博格华纳扩大了中国宁波工厂的生产规模，增设全新工程中心和制造工厂，开展可变凸轮轴和发动机正时系统产品的生产。博格华纳BERU系统公司庆祝成立100年。博格华纳德国变速器系统公司迎来成立75周年纪念。博格华纳在巴西建成全新生产工厂和工程中心。 
2013 博格华纳在印度和葡萄牙维亚纳堡建成新工厂，扩大了排放系统业务。博格华纳在波兰园区新增工厂和工程中心，进行先进链驱动发动机控制系统以及变速器电磁阀的生产和研发。位于伊利诺伊州迪克森市的博格华纳工厂庆祝成立50周年。 
2014 博格华纳在中国太仓、巴西和墨西哥开设新工厂，并扩大在匈牙利以及美国密歇根州和伊利诺伊州的工厂规模。中国和巴西的新工厂在LEED认证中分别获得金奖和银奖。 
2015 博格华纳在中国、泰国、巴西、匈牙利和韩国开设新工厂。公司扩大了在墨西哥Ramos-Arizpe以及美国的生产基地。 
2016 博格华纳西班牙技术中心增设新的研发机构。为向日益增长的东南亚市场提供服务，博格华纳在泰国罗勇建设涡轮增压器新工厂。 
2017 博格华纳不断提升电动汽车和混合动力汽车技术，增强续航能力。 
2018 位于中国宁波、泰国罗永和印度Kakkalur的新工厂相继投产，公司将进一步扩充全新生产线。公司发布了《2018-2019可持续发展报告》，进一步强调了其对环境治理的承诺。 
2020 博格华纳收购德尔福科技公司。此举提升了公司的电子和动力电子的产品性能，增强了技术实力并扩大了生产规模。同时也强化了博格华纳在内燃机、商用车和售后市场的业务能力。